# Морон, Даниэль
Хосе Даниэль Морон (исп. José Daniel Morón; род. 30 сентября 1959, Тунуян, провинция Мендоса, Аргентина) — чилийский футболист аргентинского происхождения, вратарь.

## Биография
Даниэль Морон родился в провинции Мендоса в Аргентине, граничащей с Чили и начинал играть в футбол в любительской команде из административного центра провинции «Андрес Тальерес». Затем он стал игроком «Атлетико Ледесмы» из города Либертадор-Хенераль-Сан-Мартин в Хухуй, где дебютировал в профессиональном футболе, однако вскоре он перешёл в «Унион» из Санта-Фе, где провёл следующие 5 лет, выступая в Высшем дивизионе чемпионата Аргентины.
В 1988 году перешёл в чилийский «Коло-Коло», в котором провёл лучшие годы своей карьеры. В 1991 году он стал одним из героев своей команды в победной кампании Кубка Либертадорес, который впервые завоевала чилийская команда. В полуфинале «Коло-Коло» встречался с аргентинским грандом «Бокой Хуниорс». Первый матч выиграла «Бока» у себя дома. В ответной игре Морон стал лучшим игроком встречи, дважды выручив свою команду после острейших атак с участием нападающего аргентинцев Габриэля Батистуты (включая выход на вратаря «один на один»). Чилийцы сумели выиграть со счётом 3:1 и пройти в финал. В первом финальном матче Коло-Коло встречался с одним из лидеров южноамериканского футбола рубежа 1980-х и 1990-х годов, асунсьонской «Олимпией», действующим победителем турнира, для которого это был уже третий финал подряд. На Дефенсорес дель Чако «Коло-Коло» сумел добиться нулевой ничьи, и лучшим игроком встречи был признан как раз Морон. В ответной игре в Сантьяго «Вожди» обыграли «Олимпию» 3:0 и стали первым победителем Кубка Либертадорес от Чили.
Матч за Межконтинентальный кубок «Коло-Коло» проиграл «Црвене Звезде», зато в 1992 году международная коллекция трофеев Морона пополнилась Рекопой и Межамериканским кубком. Всего за время выступлений в «Коло-Коло» на внутреннем уровне Морон выиграл 4 чемпионата и 4 Кубка Чили.
В 1993 году, прожив в стране 5 лет, Морон получил паспорт гражданина Чили. Спустя 2 года Морон сыграл 2 товарищеских матча за сборную этой страны. Завершал карьеру футболиста Даниэль Морон в небольших чилийских командах, последней из которых в 1998 году стал «Аудакс Итальяно».
По окончании карьеры футболиста Даниэль Морон остался жить в Чили, занялся бизнесом. В 2008 году открыл собственную Галерею искусств. Также помогал тренировать вратарей сборной Чили, когда с ней работал Марсело Бьелса. В январе 2011 года участвовал в реалити-шоу «Год 0» на чилийском телевидении. С июля того же года является помощником тренера (и бывшего игрока сборной Чили) Иво Басая в клубе «О’Хиггинс».

## Титулы и достижения
- Чемпион Чили (4): 1989, 1990, 1991, 1993
- Обладатель Кубка Чили (4): 1988, 1989, 1990, 1994
- Обладатель Кубка Либертадорес (1): 1991
- Обладатель Рекопы (1): 1992
- Обладатель Межамериканского кубка (1): 1992